# Hochsinner
Hochsinner ist der Vulgoname Kärntens höchstgelegenen ganzjährig bewirtschafteten Bauernhofs. Er gehört zur Ortschaft Saureggen in der Gemeinde Reichenau und liegt auf 1616 m ü. A. auf der Turracher Höhe.
Der Hof ist über dreihundert Jahre alt und besteht aus einem bodenständigen Holzhaus und einem Troadkastn. Es führt ein Wanderweg an ihm vorbei. Die nächsten umliegenden Berge sind das Schönebennock (2002 m) und der Hochkaser (1804 m). Weiters liegt er an einem Pilgerweg, der vom Turracher Grünsee zur Wallfahrtskirche St. Anna ob St. Lorenzen führt.

## Wissenswertes
Der Snowboardweltmeister Siegfried Grabner stammt vom Hochsinner. Die Sigi-Grabner-Trainingsstrecke ist allgemein zugänglich und durch blaue Pfeile ausgeschildert.